# TON

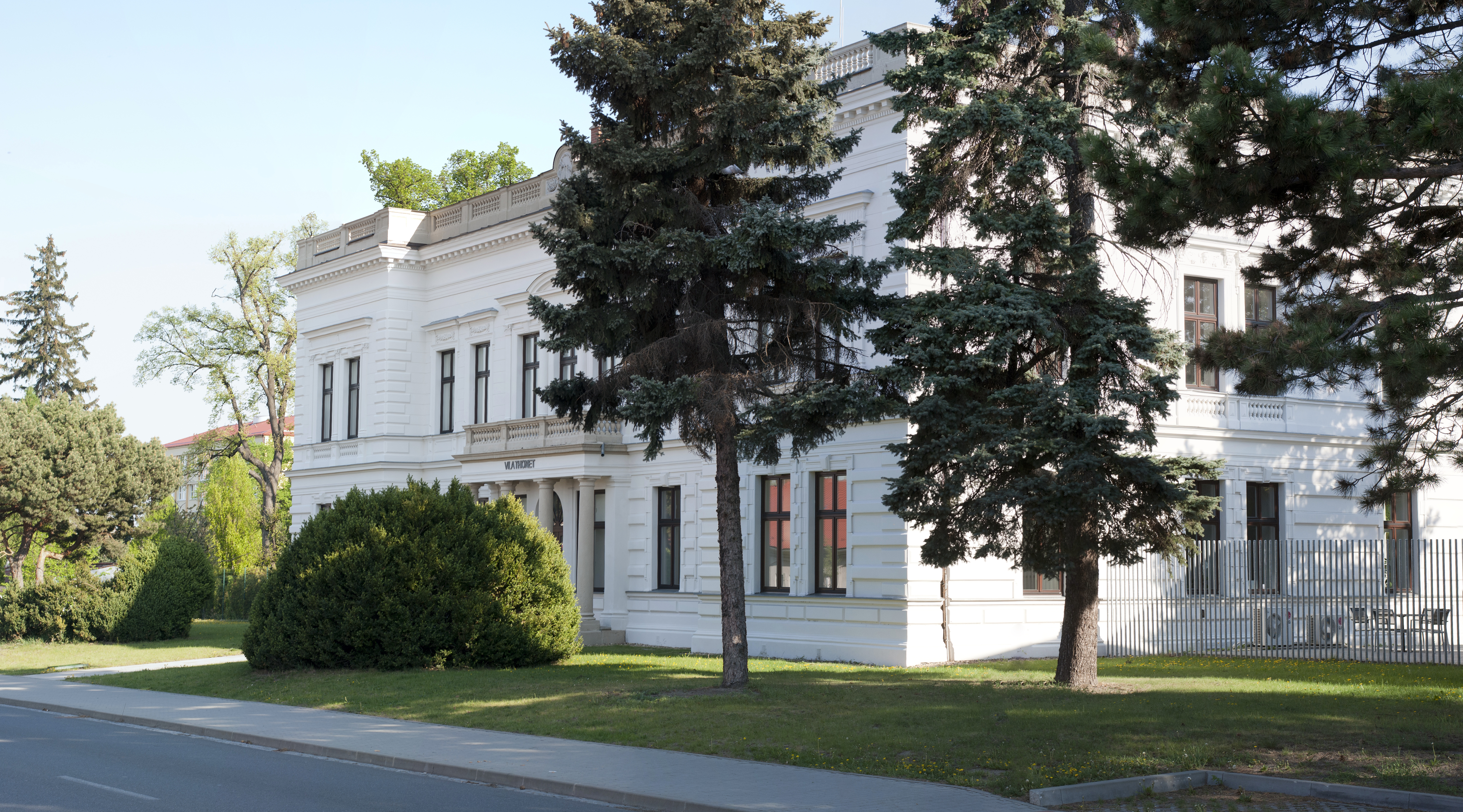
Thonetova vila v Bystřici pod Hostýnem dnes slouží jako showroom

TON a.s. (zkratka slov Továrna na ohýbaný nábytek) je česká nábytkářská firma sídlící v Bystřici pod Hostýnem (Zlínský kraj). Při výrobě pracuje s technologií ručního ohýbání dřeva, která se na tomto místě používá od roku 1861.
Filosofií TONu je propojovat ruční ohýbání dřeva s nápady českých i zahraničních designérů. Touto kombinací chce náročnou technologii zachovat i pro další generace. Od roku 2012 firma vyrábí okolo 9 tisíc židlí týdně. Společně s menší pobočkou v nedalekém Holešově, kde se vyrábí překližky, zaměstnává okolo 900 osob.

## Historie

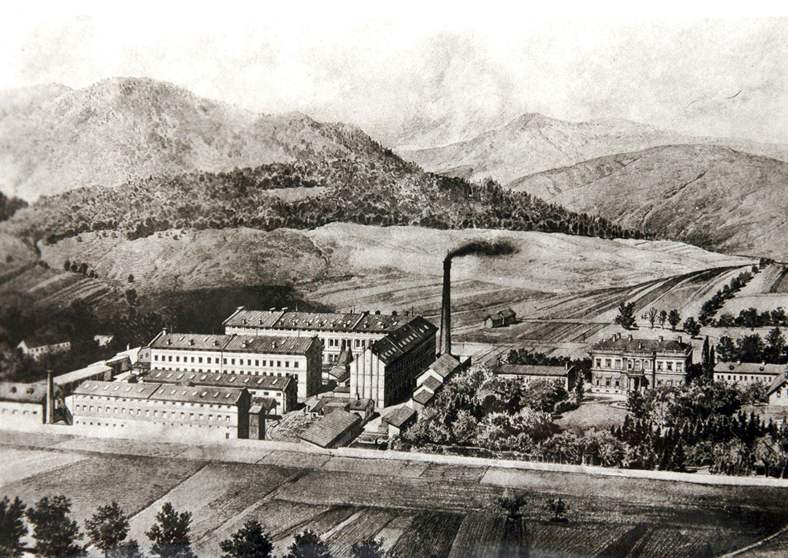
Továrna ohýbaného nábytku v Bystřici pod Hostýnem v roce 1890

Provoz továrny na ohýbaný nábytek zahájil v Bystřici pod Hostýnem v roce 1861 Michael Thonet. Jednalo se o druhý ze sedmi závodů, které se svými syny vybudoval – Koryčany (1857), Bystřice pod Hostýnem (1861), Velké Uherce (1865), Halenkov (1869), Vsetín (1873), Nowo-Radomsko (1881) a Frankenberg (1889 – dnes sídlo německé společnosti Thonet GmbH). Větší část z nich již dnes nefunguje, a proto je továrna v Bystřici pod Hostýnem nejstarším provozem svého druhu na světě. 
Město na úpatí Hostýnských vrchů si Thonet vybral z několika logických důvodů – jednalo se o logisticky vhodné místo obklopené bukovými lesy, které poskytovaly základní surovinu pro výrobní proces, a navíc byl v okolí také dostatek šikovné pracovní síly. Všechny tyto aspekty byly společně s výjimečnou technologií, designem a neobvyklým systémem průmyslové organizace práce, kdy se každý dělník věnoval pouze jedné činnosti, dalšími faktory, které pomohly produktům z ohýbaného nábytku k příznivé ceně a expanzi do celého světa.
V roce 1912 měl provoz v Bystřici pod Hostýnem 2000 zaměstnanců a vyrobil 445 000 kusů nábytku. První světová válka však přinesla hospodářskou krizi, která vygradovala v roce 1924 ke spojení s akciovou společností Kohn-Mundus a změnou názvu na Thonet-Mundus. Vzniklý mezinárodní koncern fungoval do roku 1940, kdy nad ním převzal řízení správce jmenovaný říšským protektorem. Po druhé světové válce byl závod znárodněn a 7. března 1946 se vyhláškou ministerstva průmyslu stal národním podnikem Thonet. V roce 1953 byl však jeho název změněn na TON – jedná se o zkratku slov Továrna na ohýbaný nábytek. K podniku bylo v tu dobu přiřazeno také několik menších společností v Holešově, Uherském Hradišti, Frenštátu pod Radhoštěm a Mimoni.
K 1. lednu 1989 byl do té doby národní podnik Ton přeměněn na samostatný státní podnik TON, továrny na ohýbaný nábytek a od roku 1994 TON figuruje již jako suverénní akciová společnost.

## Technologie

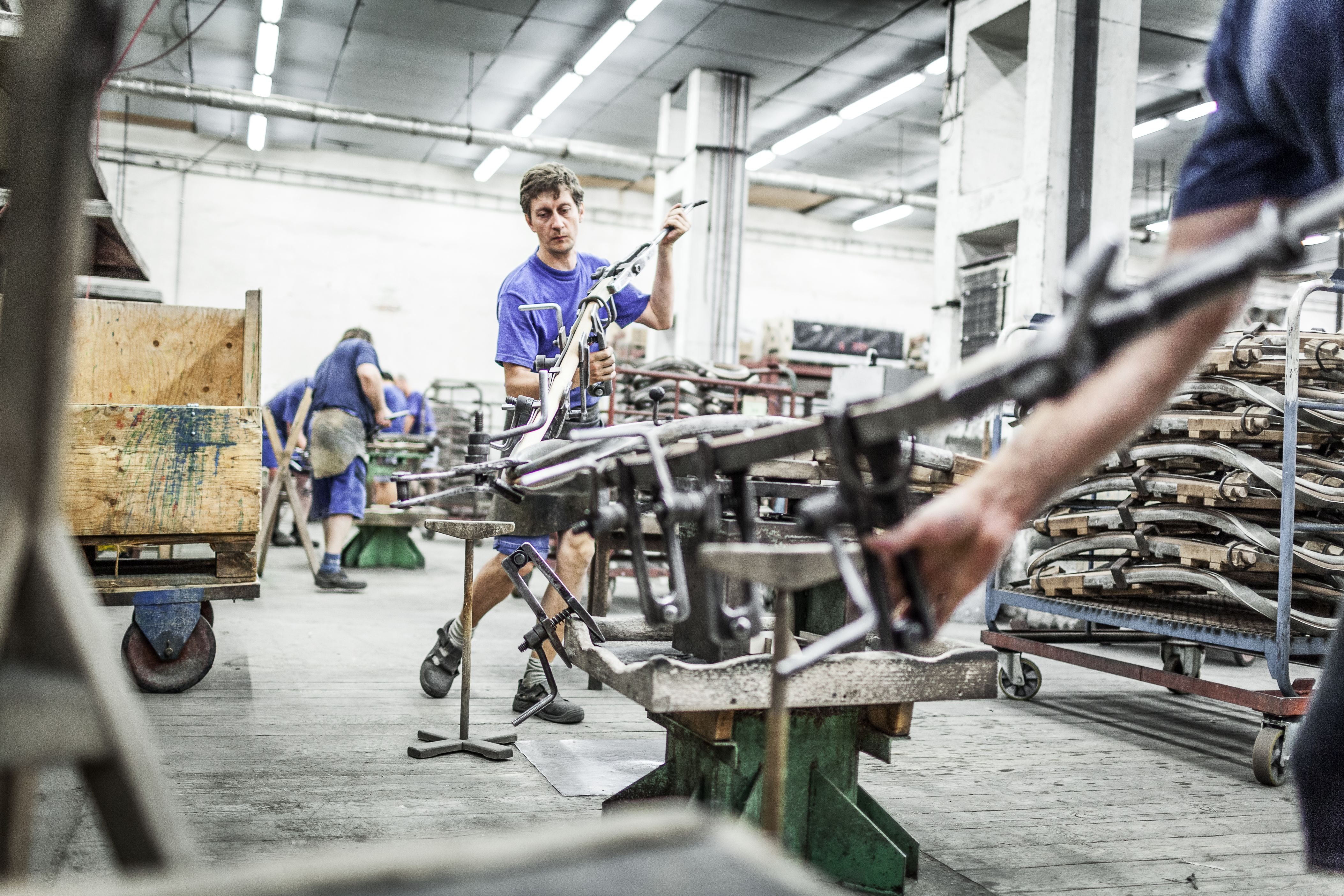
Ruční ohýbání dřeva

Příprava materiálu začíná dlouho před tím, než se dřevo dostane do výrobního procesu. Několik měsíců se skladuje a udržuje na stanoveném procentu vlhkosti. Samotná technologie ručního ohýbání začíná napařováním dřevěných hranolků ve speciálních kádích, kde setrvávají dle svého průměru několik hodin. Nejvhodnější je pro tento proces buk, případně také jasan.
Ohýbači následně hranolky vkládají do formy a přiloží na ni speciální kovou pasnici. Ta přebírá tlak dřeva a umožní mu vzít na sebe tvar formy. I když proces vypadá velmi snadno, není tomu tak. Podobě jako ve sklářství jsou potřeba letité zkušenosti, cit i síla. Po ohýbání se dřevo suší ve speciálních komorách a následně nechává v zafixované poloze klimatizovat, což je záležitost několika týdnů. Firma realizuje také zbytek výrobního procesu – broušení, kompletaci, moření, lakování, čalounění.

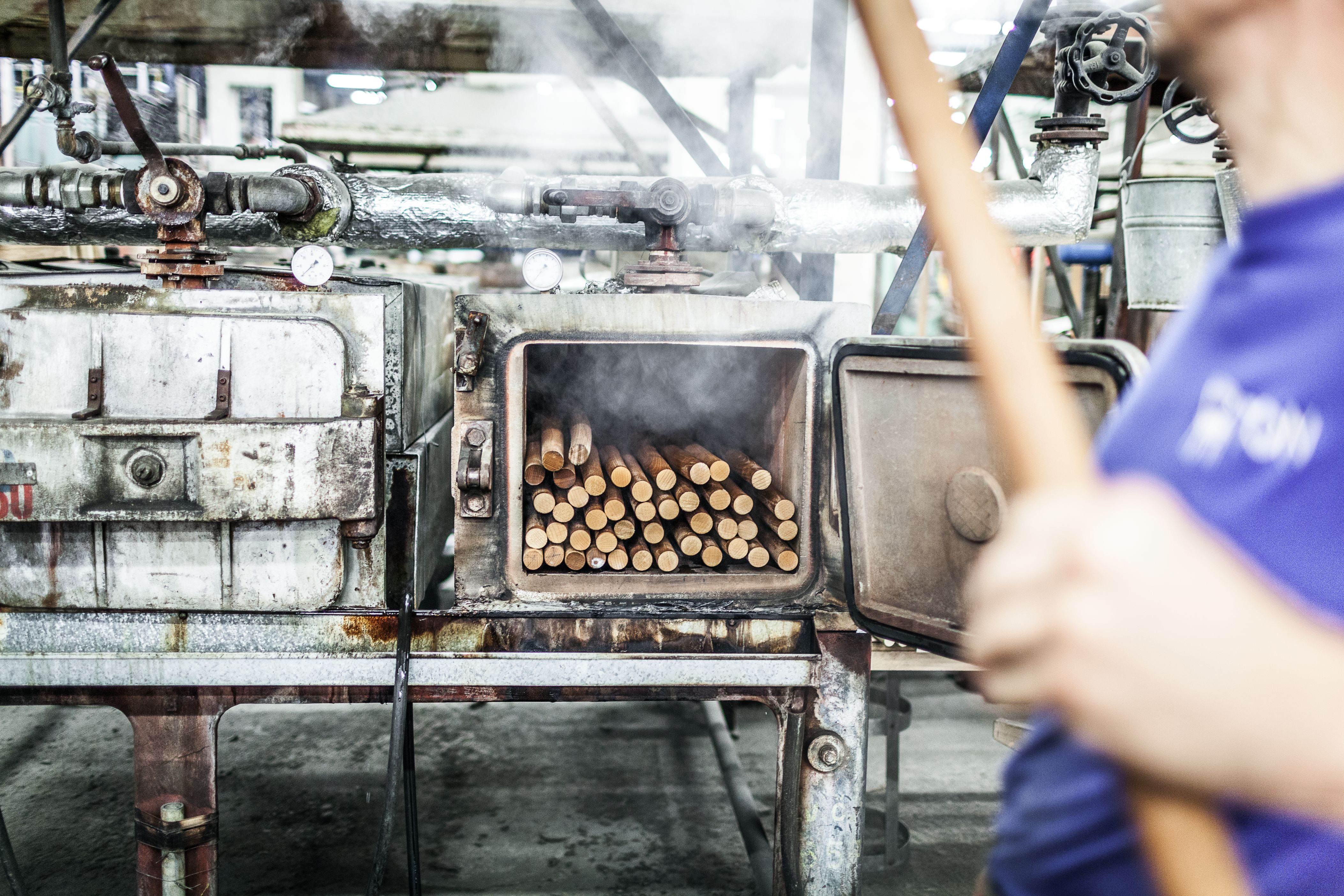
Napařování dřevěných válečků

TON se věnuje také výrobě překližek, a to v nedalekém Holešově. I zde probíhá kompletní výrobní proces – od plastifikace kulatiny ve speciálních kádích přes loupání až po finální lisování. 

## Produktové portfolio
Portfolio obsahuje momentálně okolo 120 produktů. Jedná se zejména o sedací nábytek (židle, barové židle, křesla, lounge křesla, lavice, dětské židle), stoly (jídelní, barové, konferenční), doplňky (věšáky, mísa, sáně, set na kávu) a speciální řadu Santiago pro seniory a osoby se sníženou pohyblivostí.

## Designéři
Během posledních deseti let pro značku pracovala řada tuzemských a zahraničních designérů.
- E-ggs (Itálie)
- Yonoh (Španělsko)
- Michael Schneider (Německo)
- Arik Levy (Francie)
- Sam Sannia (Itálie)
- Lime studio (Itálie)
- Alexander Gufler (Rakousko, Itálie)
- Eugenia Minerva (Itálie)
- Lubo Majer (Slovensko)
- Guggenbichlerdesign... (Slovensko)
- Lucie Koldová (Česko)
- Jak Padrnos (Česko)
- Jaroslav Juřica (Česko)
- Kai Stania (Rakousko)
- Lounge Designgroup (Německo)
- Mads K. Johansen (Dánsko)
- Michal Riabič (Slovensko)[5]
- Olgoj Chorchoj (Česko)
- René Šulc (Česko)
- Thomas Feichtner (Rakousko)
- Tom Kelley (Německo, Itálie)

## Ocenění
Produkty a firma TON obdržely ocenění v řadě soutěží. Patří sem mezinárodní tituly Red Dot Design Award, Good Design, iF Design, German Design Award, Interior Innovation Award nebo tuzemský Czech Grand Design a Nábytek roku. Mezi nejvýznamněji oceněné modely patří:
Křeslo Merano
- Red Dot Design Award 2011 – vítěz
- Good Design 2012 – vítěz

Židle Tram
- Good Design 2013 – vítěz

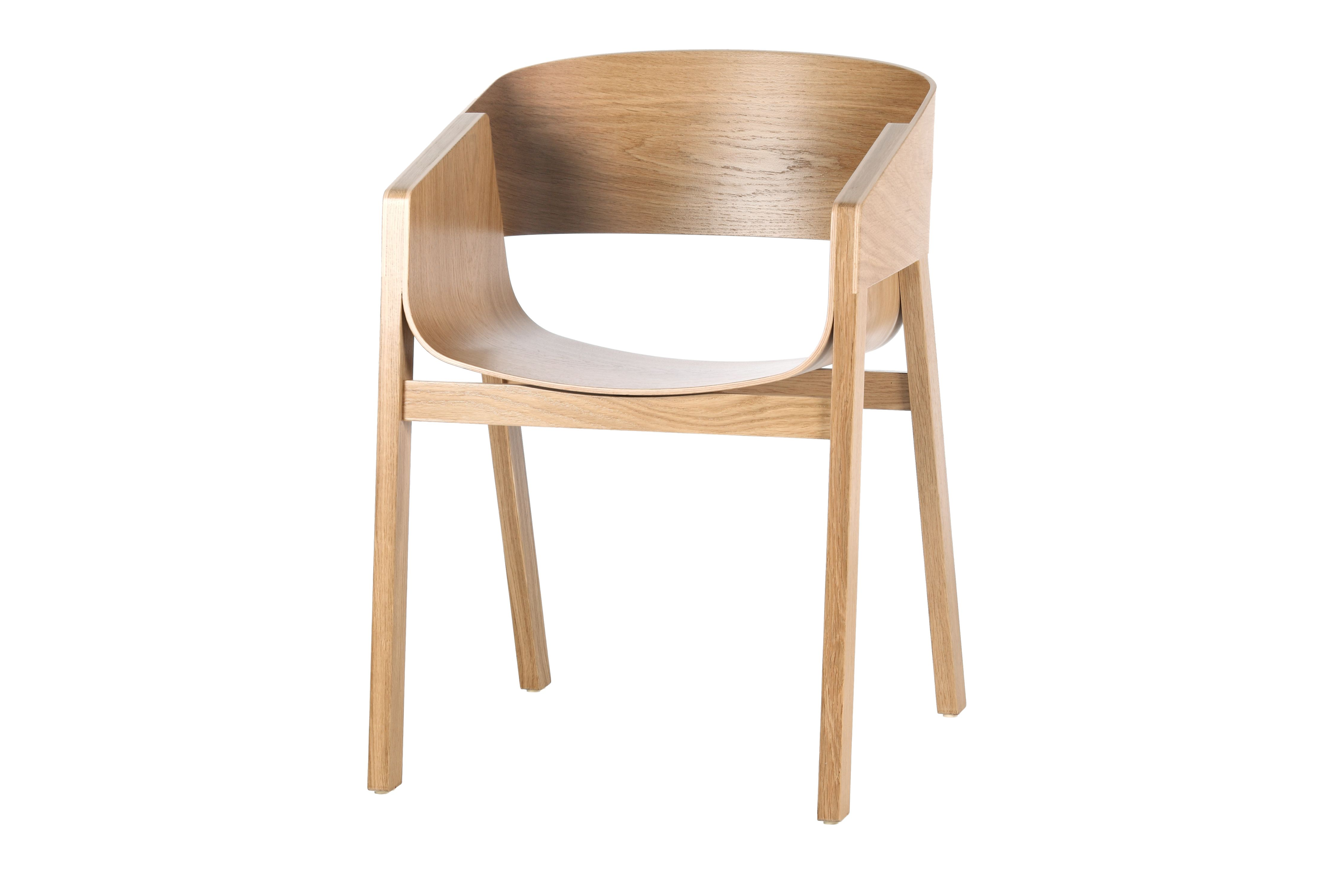
Křeslo Merano bylo prvním výrobkem, za který TON získal titul Red Dot Design Award

- Nábytek roku 2014 – mimořádně zdařilý designŽidle Tram je první produkt, který spojil masivní ohýbané dřevo a překližku. Název byl inspirován podobností židle se sedadly v českých tramvajích

Křeslo Mojo
- Nábytek roku 2013 – vítěz

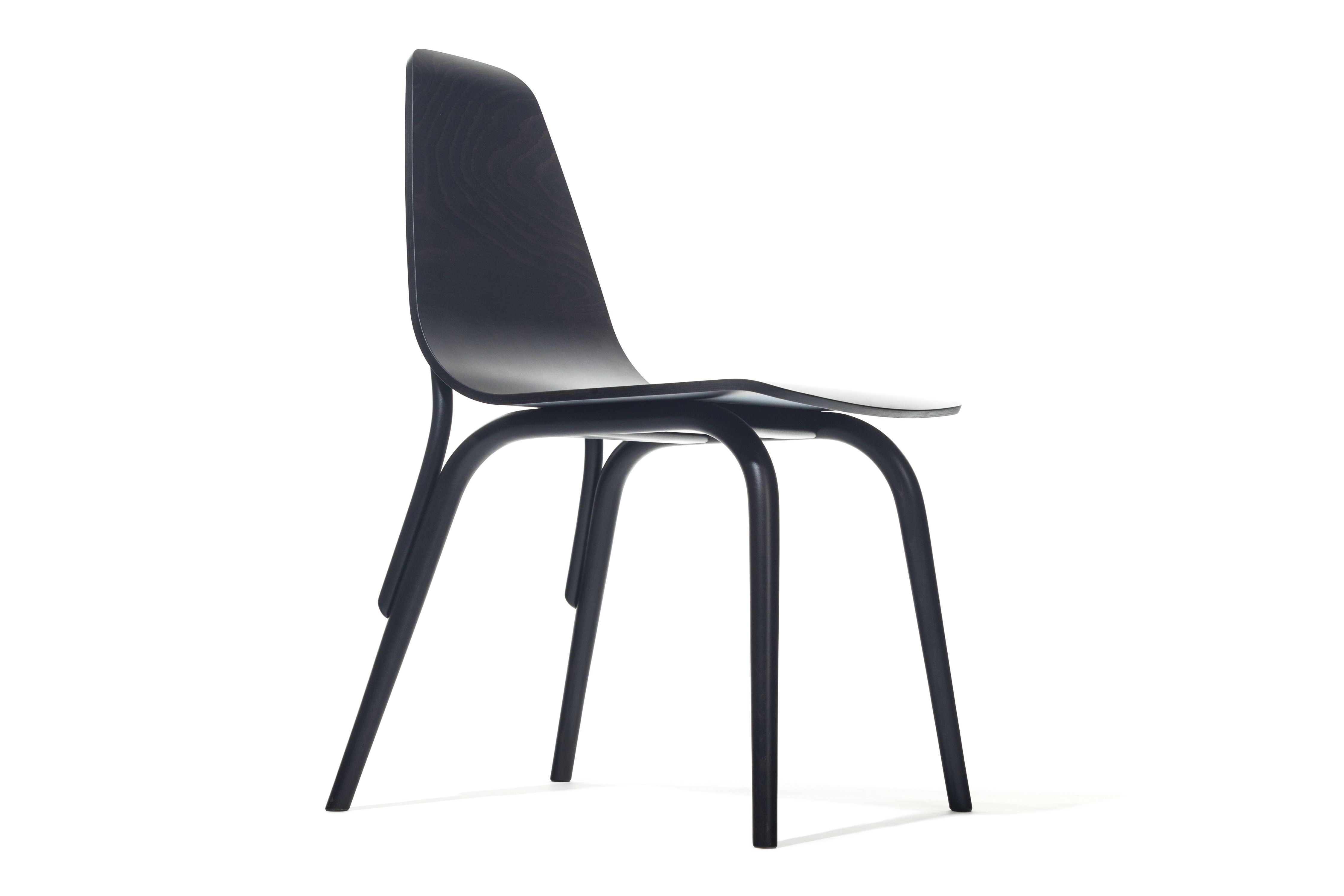
Židle Tram je první produkt, který spojil masivní ohýbané dřevo a překližku. Název byl inspirován podobností židle se sedadly v českých tramvajích

- Innovationspreise Architektur + 2013
- Good Design 2013 – vítěz

Židle Merano
- iF Design Award 2015

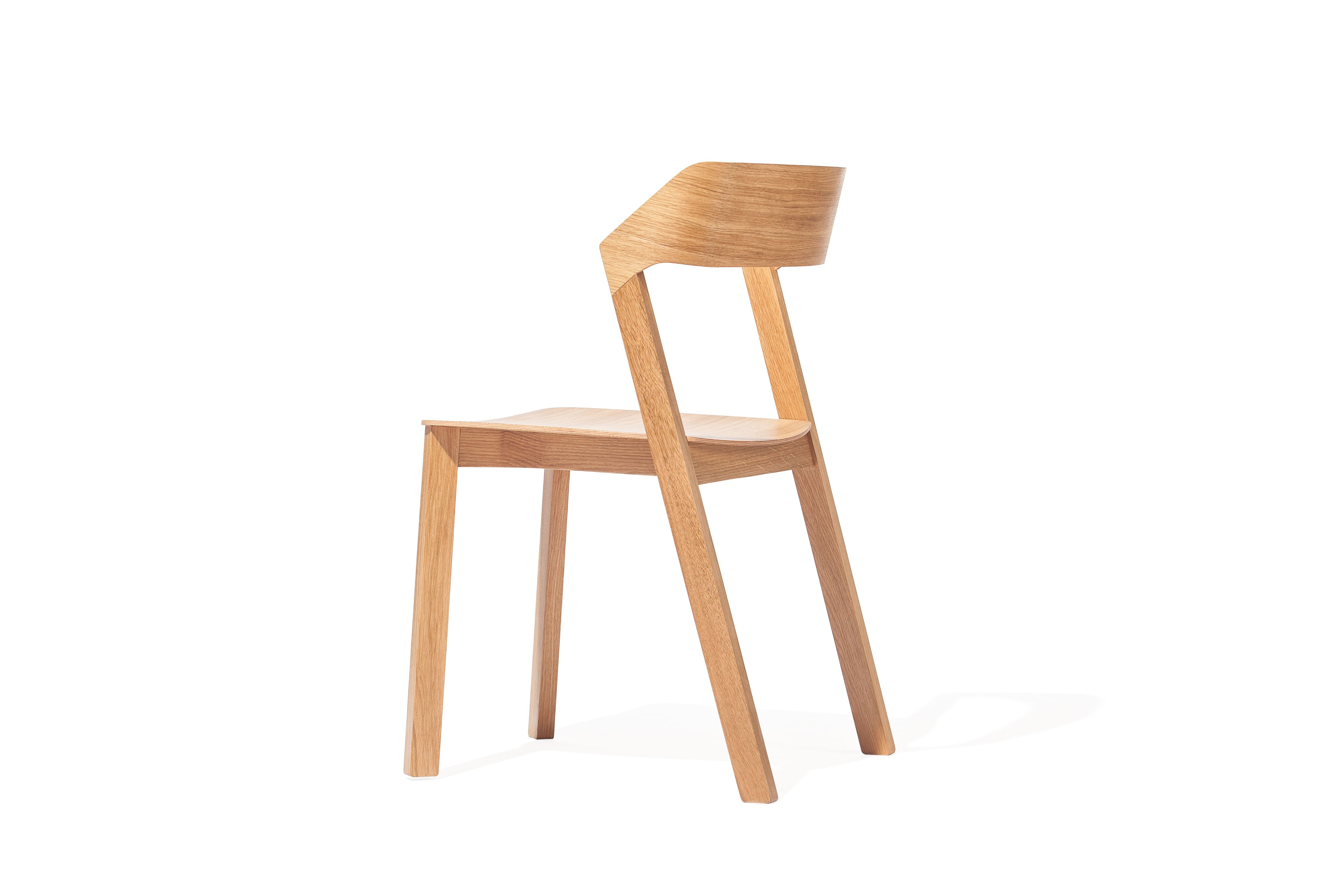
Židle Merano se od jejího uvedení v polovině roku 2014 vyrobilo více než 30 000 kusů

- German Design Award 2015 – speciální zmínění
- Dolce Vita Best of 2014 – židle roku

Split lounge armchair
- Red Dot Design Award 2016 – vítěz

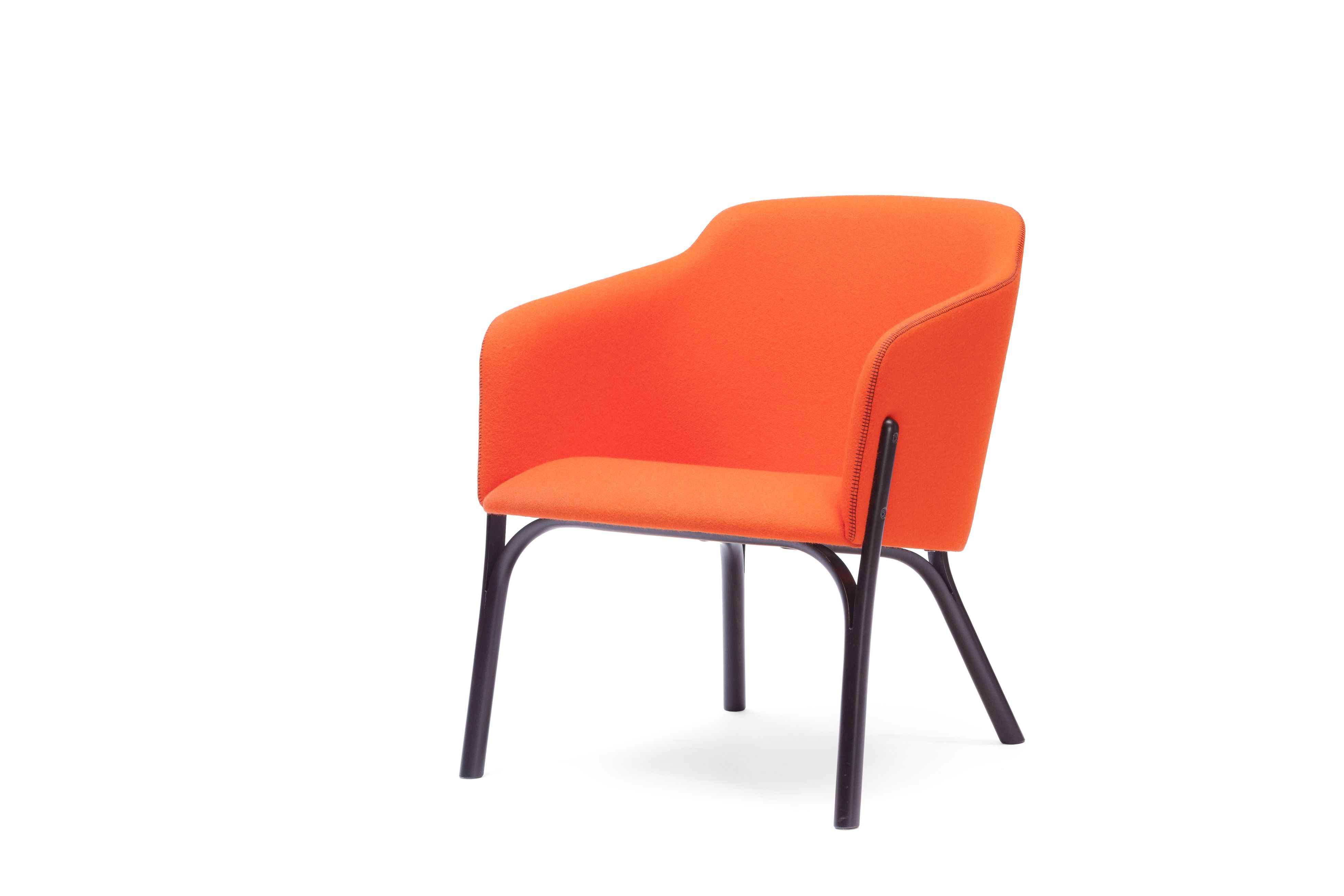
Split je prvním produktem na světě, který využívá ručně ohýbaný rozštěp masivního dřeva

- German Design Award 2016 – speciální zmínění
- Cena šéfredaktorů Designblok 2015 – nejlepší nový nábytek
- Nábytek roku 2016 – mimořádně zdařilý design

Židle Leaf
- German Design Award 2017 – vítěz
- Archiproducts Design Awards 2016 – nejlepší v kategorii
- iF Design Award 2017
- Nábytek roku 2017 – mimořádně zdařilý design
- Red Dot Design Award 2017 – vítěz

## Společenská odpovědnost
TON drží certifikáty ISO 9001, ISO 14001 a PEFC, kde dosáhl již na nejvyšší stupeň certifikace. V environmentální oblasti se však nesnaží pouze splňovat legislativně dané limity, ale například v ochraně ovzduší a nakládání s odpadními vodami dosáhnout hranice minimálního zatížení krajiny. Při čalounění využívá kůží švédské koželužny Elmo, která je nejekologičtějším provozem svého druhu na světě.
Společnost dlouhodobě podporuje neziskové organizace, projekty, lokální sportovní akce (například Naději Zlín, Stonošku, Denní stacionář pro seniory Oblastní charity, Srdcerváče, operu Jakobín v Národním divadle, Night Trail Run) a řadu českých vysokých škol, zaměřených na design, architekturu a technologii (UMPRUM, FMK UTB a další). 